# Stanisław Czajka (duchowny)
Stanisław Czajka (ur. 13 listopada 1897 w Kamiennej, zm. 4 lipca 1965 w Częstochowie) – polski duchowny rzymskokatolicki, doktor prawa kanonicznego, biskup pomocniczy częstochowski w latach 1944–1965.

## Życiorys
13 czerwca 1920 po ukończeniu Seminarium Duchownego we Włocławku otrzymał święcenia kapłańskie. W 1927 rozpoczął studia specjalistyczne z prawa kanonicznego na Katolickim Uniwersytecie Lubelskim. Zakończył je uzyskaniem w 1930 doktoratu (promotor: o. Gommar Michiels).
Sprawował urząd rektora Seminarium Częstochowskiego w Krakowie.
5 sierpnia 1944 papież Pius XII mianował go biskupem pomocniczym diecezji częstochowskiej i biskupem tytularnym Centurii. Sakrę biskupią przyjął 28 października 1944 na Jasnej Górze. Jako dewizę obrał słowa „Mihi Vivere – Christus” (Moim życiem – Chrystus).
Pełnił funkcję proboszcza parafii św. Zygmunta w Częstochowie. Dwukrotnie sprawował rządy w diecezji częstochowskiej jako wikariusz kapitulny – po śmierci biskupa Teodora Kubiny oraz po śmierci biskupa Zdzisława Golińskiego.